# Peter Wiersum
Peter Wiersum (Sutton Coldfield, 1º novembre 1984) è un canottiere olandese, vincitore della medaglia di bronzo nell'8 con a Rio de Janeiro 2016.

## Palmarès
- Giochi olimpici

Rio de Janeiro 2016: bronzo nell'8.
- Mondiali

Monaco di Baviera 2007: oro nell'8 pesi leggeri.
Poznan 2009: bronzo nell'8.
Aiguebelette-le-Lac 2015: bronzo nell'8.
- Europei

Siviglia 2013: bronzo nell'8.